# Cariamidae
Los cariámidos (Cariamidae) son una familia de aves neognatas conocidas como chuñas o seriemas. Habitan en áreas tropicales de América del Sur. Se solía creer que las chuñas estaban emparentadas con las grullas, pero según los últimos estudios moleculares, se sabe que pertecenen al clado Australaves que incluye a los grupos Falconiformes (halcones y caracaras), Psittaciformes (loros) y Passeriformes (pájaros). Además, constituyen la única familia actual de los Cariamiformes, a la que también pertenecen otras familias como los extintos fororrácidos (aves del terror).
Son aves territoriales grandes y de largas piernas, con tamaños que van de los 70 a los 90 cm de longitud. Viven en praderas, sabanas, bosques secos y bosques abiertos de Brasil, Bolivia, Argentina, Paraguay y Uruguay. Hay dos especies de seriemas, la chuña de patas rojas (Cariama cristata) y la chuña de patas negras (Chunga burmeisteri).

## Características
Son aves terrestres que corren en lugar de volar (aunque pueden volar a poca distancia). Tienen cuello, cola y patas largas, sólo las alas son cortas, reflejando su estilo de vida. Son aves parduscas con crestas eréctiles, propias de ambientes secos como el Chaco Seco, que viven en el bosque ralo o pastizales abiertos. Las chuñas tienen una segunda garra extensible que pueden alzar del suelo. Se alimentan de insectos, serpientes y lagartos.

## Taxonomía
La familia Cariamidae incluye solo dos géneros (Cariama Brisson, 1760 y Chunga Hartlaub, 1860) con sendas especies:
- Cariama cristata. La chuña de patas rojas se distribuye del este de Brasil, al centro de Argentina, este de Bolivia y Uruguay. Anida en el suelo y pone dos huevos.
- Chunga burmeisteri. La chuña de patas negras se distribuye en el sur de Bolivia, noreste de Argentina y Paraguay. Anida en los árboles y pone dos huevos. Se ha encontrado además una especie extinta: Chunga incerta.